# Shennongjia
Hubei Shennongjia is een natuurgebied in de Volksrepubliek China waarin nog enkele van de laatste oerbossen van Centraal China voorkomen, en de habitat van enkele unieke diersoorten die enkel in deze regio te vinden zijn. Shennongjia is ook de naam van een speciaal bosbouwdistrict op arrondissementsniveau in de Chinese provincie Hubei. Het is het enige "bosdistrict" in China, in 1970 werd deze unieke status door de Chinese Raad van State erkend.
De gouden stompneusaap, de nevelpanter en de Aziatische zwarte beer zijn zeldzame of bedreigde diersoorten in het biosfeerreservaat. Het natuurgebied is een van de weinige bekende biotopen van de met uitsterven bedreigde Chinese reuzensalamander.
Het gebied werd erkend als UNESCO Biosfeerreservaat in 1992, was reeds een UNESCO geopark en werd tijdens de 40e sessie van de Commissie voor het Werelderfgoed in juli 2016 in Istanboel erkend als werelderfgoed natuur en toegevoegd op de werelderfgoedlijst. De kern van het beschermde gebied heeft een oppervlakte van 62.851 ha met een aanvullende bufferzone van 41.536 ha.
Chinese Muur · Heilige berg Taishan · Verboden Stad · Paleis van Mukden · Mogaogrotten · Mausoleum van de eerste Qin-keizer · Vindplaats van de Pekingmens in Zhoukoudian · Berglandschap van Huang Shan · Jiuzhaigou-vallei · Huanglong · Wulingyuan · Bergresidentie en afgelegen tempels van Chengde · Tempel en begraafplaats van Confucius en het huis van de familie Kong in Qufu · Oud gebouwencomplex in de Wudangbergen · Historisch ensemble van het Potala-paleis in Lhasa · Jokhangtempel · Norbulingkatempel · Nationaal park Lushan · Landschap rond de berg Emei, inbegrepen het gebied van de Grote Boeddha van Leshan · Oude stad Lijiang · Oude stad Pingyao · Suzhou · Zomerpaleis, een keizerlijke tuin in Peking · Tempel van de hemel, een keizerlijk offeraltaar in Peking · Rotssculpturen van Dazu · Wuyigebergte · Oude dorpen in zuidelijk Anhui - Xidi en Hongcun · Keizerlijke paleizen van de Ming- en Qing-dynastieën in Peking en Shenyang · Grotten van Longmen · Qingcheng en Dujiangyan-irrigatiesysteem · Grotten van Yungang · Beschermd gebied van drie parallelle rivieren in Yunnan · Hoofdsteden en graven van het oude koninkrijk Koguryo · Historisch centrum van Macau · Reservaten van de reuzenpanda in Sichuan · Yinxu · Diaolou en dorpen in Kaiping · Zuid-Chinese karstlandschap · Tulou in Fujian · Nationaal park Sanqingshan · Wutai Shan · Cultuurlandschap van het Westelijke Meer van Hangzhou · Tian Shan in Xinjiang · Cultuurlandschap van rijstterrassen van de Hani in Honghe · Het Grote Kanaal · Zijderoute: het wegennetwerk van de Chang'an-Tiensjancorridor · Sites van de Tusi · Cultuurlandschap met rotstekeningen van Zuojiang Huashan · Hubei Shennongjia · Qinghai Hoh Xil · Gulangyu: een historische internationale nederzetting · Fanjingshan · Archeologische ruïnes van de stad Liangzhu · Trekvogelreservaten langs de kust van de Gele Zee en de Golf van Bohai · Quanzhou